# Retrato de Madame X
 Madame X  o  Retrato de Madame X  es el título informal de un retrato del pintor angloestadounidense John Singer Sargent de Virginie Amélie Avegno Gautreau. La modelo era una joven estadounidense nacida en Luisiana, y esposa del banquero francés Pierre Gautreau, figura importante de la alta sociedad parísina de la época.
Se exhibió por primera vez en el Salón de París de 1884, provocando gran escándalo, al punto que el pintor se marchó a Londres.
El cuadro muestra a la retratada posando con ostentación luciendo un ceñido vestido negro de raso con tirantes incrustados de piedras preciosas. El retrato se caracteriza por el tono pálido de la piel de la mujer, que contrasta con el color umbrío del vestido y del plano posterior.

## De fondo
La modelo era una expatriada estadounidense casada con un banquero francés, famosa en la alta sociedad por su belleza e infidelidades. Orgullosa de su apariencia, vestía sofisticadamente y no dudaba en empolvarse y teñirse el cabello en un tiempo en que maquillajes y tintes estaban proscritos para damas honestas. Su belleza poco convencional fascinaba a los artistas; el pintor estadounidense Edward Simmons afirmó que "no podía dejar de acosarla como uno hace con un ciervo". Sargent también estaba impresionado y consideró que un retrato de Gautreau en el próximo Salón atraería toda la atención y le reportaría los consecuentes encargos, así que le escribió a un amigo: 

"Tengo un gran deseo de pintar su retrato y tengo razones para pensar que ella lo permitiría y está esperando que alguien le proponga este homenaje a su belleza. Si usted es bien avec elle y la verá en París, podría decirle que soy un hombre de prodigioso talento."

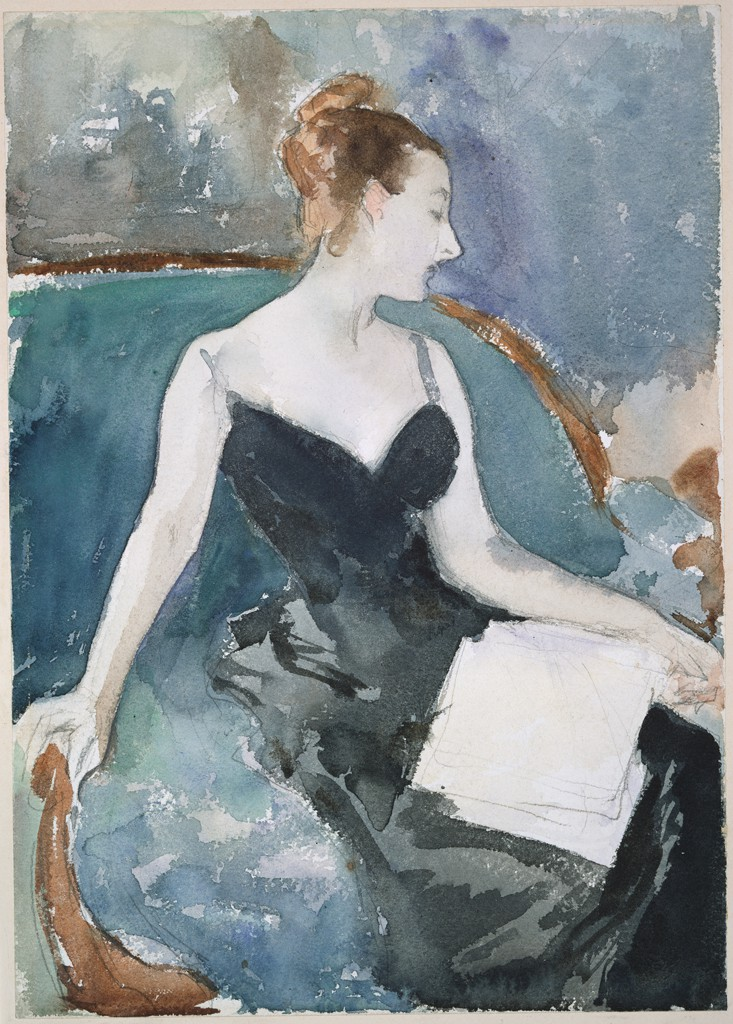
Boceto a la acuarela para el retrato de Madame Gautreau, 1883.

Aunque había rechazado numerosas solicitudes similares de otros muchos artistas, Gautreau aceptó la oferta de Sargent en febrero de 1883. Sargent era un expatriado como ella, y su colaboración se interpreta como motivada por un deseo compartido de alcanzar un alto estatus en la sociedad francesa.

## Estudios
Hubo pocos progresos en el invierno de 1883, ya que Gautreau tendía a distraerse con compromisos sociales y tenía poca disciplina para posar. A su petición, Sargent se trasladó a su propiedad en Bretaña en junio, donde comenzó una serie de bocetos preparatorios a lápiz, acuarela y óleo. Alrededor de treinta dibujos fueron el resultado, probando numerosas poses. Al igual que en París, Gautreau se aburría al tener que permanecer sentada, además de que también debía atender compromisos sociales, así como la responsabilidad de atender a su hija de cuatro años, a su madre, a los huéspedes de la casa y administrar al personal doméstico. Sargent se quejó de "la belleza sin pintar y la pereza sin esperanza de Madame Gautreau."

## Ejecución
Al igual que sus exhibiciones previas, Las hijas de Edward Darley Boit y El jaleo, Sargent eligió un formato grande para asegurar ser bien visible en el atestado Salón. La postura final, con la mujer de pie, la cabeza girada, un brazo extendido para apoyarse con la mano sobre una mesa baja, tensiona brazo y cuello enfatizando la elegante silueta de la dama. Para plasmar la palidez artificial de Gautreau, mezcló blanco plomo, fucsia, bermellón, viridián y negro hueso.

## Descripción
El negro audaz del escotado vestido sin mangas resalta la espectacular "palidez aristocrática" de la dama, aunque el tono carnoso de la oreja recuerda su artificiosidad. La postura y perfil reflejan cierta altivez, la mesa que le sirve de apoyo realza esa postura y sus curvas. El tirante derecho caído fue considerado escandalosamente sugerente. "Una lucha más - escribió un crítico de Le Figaro- y la dama será libre." Lo que al parecer desconocía el crítico es que los corsés eran rígidos, a base de ballenas, y no podían caerse, los tirantes en los hombros eran decorativos.

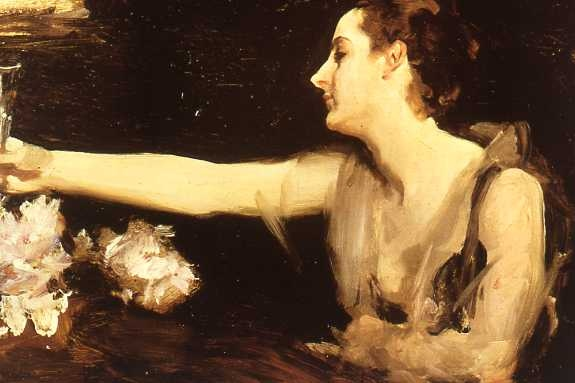
Madame Gautreau brindando, boceto; 1883.

La palidez, cintura ceñida, perfil severo insinúan un erotismo aristocrático, de "sexualidad distante", "bajo un control profesional", en lugar de ofrecerse sin más al espectador. Hay varias referencias clásicas sutiles: unas sirenas adornan el pie de la mesa y una tiara en forma de luna creciente, símbolo de la diosa Diana, corona su cabello. Esto último no fue una invención del pintor, sino una petición de la misma Gautreau.

## Recepción
Mientras el trabajo progresaba, Madame Gautreau estaba entusiasmada; creía que Sargent estaba pintando una obra maestra. Cuando la pintura apareció en el Salón de París de 1884 con el título "Retrato de Madame *** ", sorprendió y escandalizó. El intento de preservar el anonimato de la retratada no tuvo éxito, y la madre de Gautreau rogó al pintor que lo retirara de la exposición. Sargent se negó al principio y luego, lo repintó colocando el tirante en su sitio y renombrándolo "Retrato de Madame X", un nombre más dramático, misterioso e impersonal, dando ilusión de arquetipo en vez de una mujer concreta.
La mala recepción de crítica y público fue una decepción tanto para el artista como para la modelo. Gautreau se vio humillada por el asunto y Sargent pronto abandonaría París para residir en Londres de forma permanente.

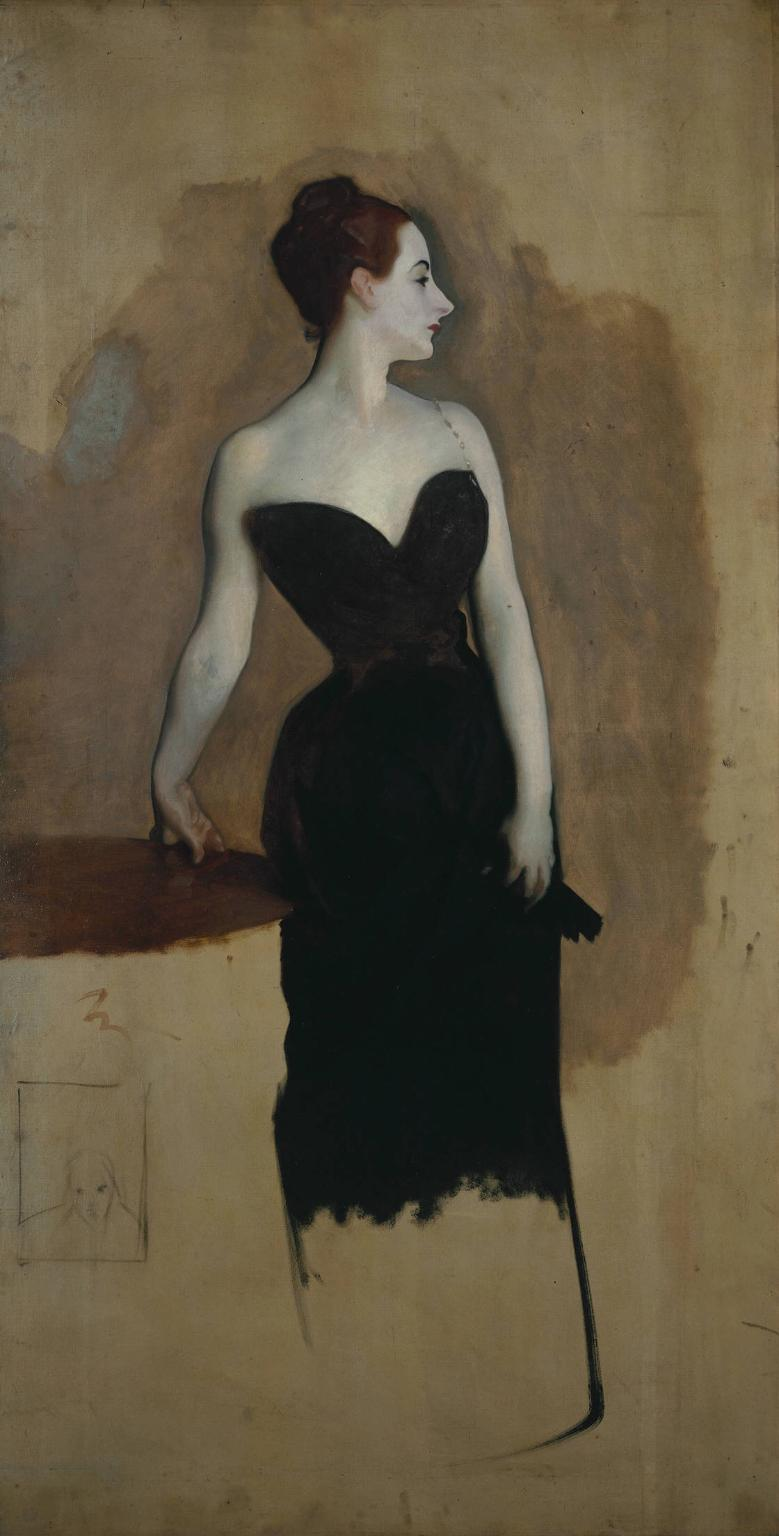
Estudio para el retrato de Madame Gautreau; 1884.

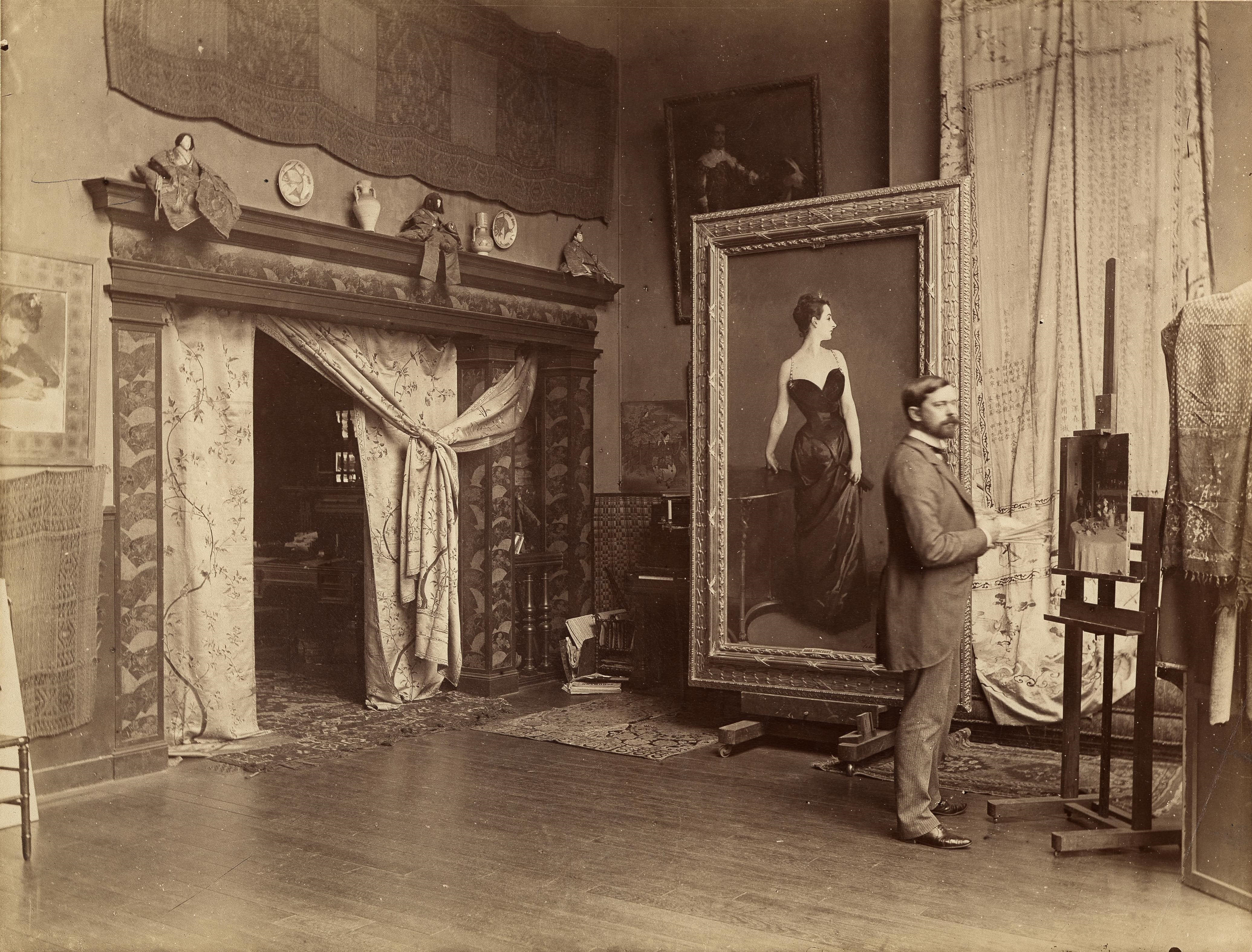
Sargent en su estudio con Retrato de Madame X; 1885.

## A posteriori
Sargent mantuvo el cuadro colgado en su estudio de París y luego en el de Londres. A partir de 1905, lo exhibió en varias exposiciones internacionales. En 1916, después de la muerte de Gautreau, Sargent lo vendió al Museo Metropolitano de Arte de Nueva York y escribió a su director: "Supongo que es lo mejor que he hecho." Una segunda versión, sin terminar, con el tirante en su forma original, se conserva en la Tate Gallery, en Londres.
Siete años después, Gautreau posó para un retrato de Gustave Courtois, también de perfil y con un vestido por el estilo, con el tirante caído, que fue bien recibido. Posó después en 1897 para Antonio de la Gándara en un nuevo retrato de cuerpo entero, siendo su versión favorita.